# Vie de saint Benoît (Sodoma, Signorelli)

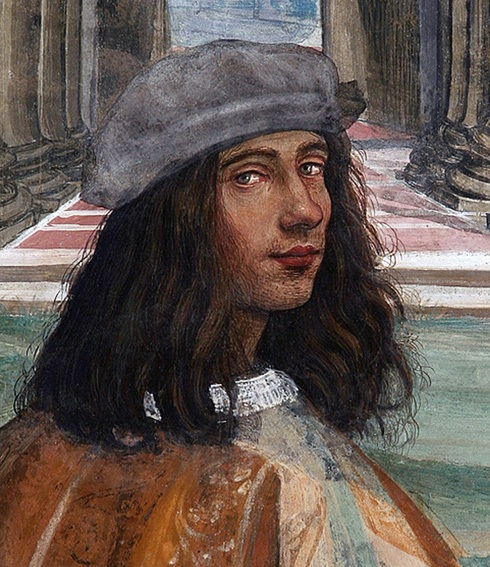
Autoportrait du Sodoma dans la fresque du tamis brisé

Les épisodes de la Vie de saint Benoît de Monte Oliveto Maggiore  composent un cycle de fresques du cloître principal de l'abbaye bénédictine de Monte Oliveto Maggiore (commune d'Asciano, dans la province de Sienne), réalisé par  Luca Signorelli (huit fresques), qui y travailla de 1497 à 1498, et par Le Sodoma, qui compléta le cycle à partir de 1505 avec les vingt-six fresques manquantes. Une scène (Benoît envoie Maur en France et Placide en Sicile) a été repeinte par Riccio.
Il s'agit de la description picturale la plus complète de la vie de saint Benoît de Nursie (né vers 480-490, mort en 547), composée au total de trente-cinq scènes basées sur le récit du pape Grégoire le Grand.
La vie de Benoît se déroule entre les derniers soubresauts de l'Empire romain d'Occident et les invasions barbares, fournissant à l'imagination des peintres qui l'ont mise en scène un fond historique stimulant et bariolé.

## Historique
Le cycle de fresques de Monte Oliveto Maggiore s'inscrit dans la filiation de travaux antérieurs qui ont posé une bonne partie du code pictural et symbolique repris et développé par Signorelli et par Le Sodoma à Monte Oliveto Maggiore. Pour s'en tenir au territoire toscan, et pour les œuvres que les deux artistes avaient pu admirer, on peut citer :
- Le cycle de la vie de saint Benoît, réalisé en 1387-1388 dans la sacristie de la Basilique San Miniato al Monte (Florence) par Spinello Aretino[2].
- Les onze fresques sur la légende de saint Benoît peintes, entre 1436 et 1439, dans le Chiostro degli Aranci de la Badia Fiorentina[3] (Florence) par le peintre portugais João Gonçalves[4].

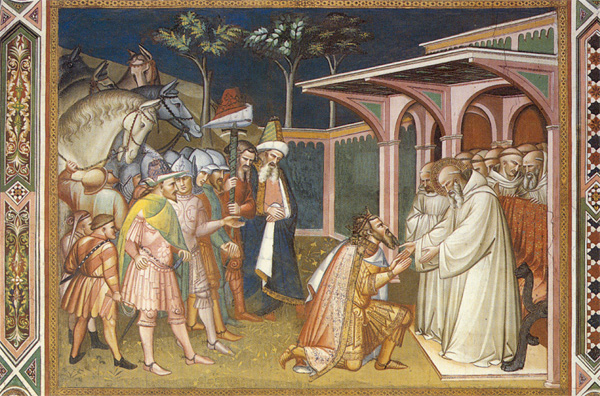
Spinello Aretino : Saint Benoît et Totila,San Miniato al Monte, Florence
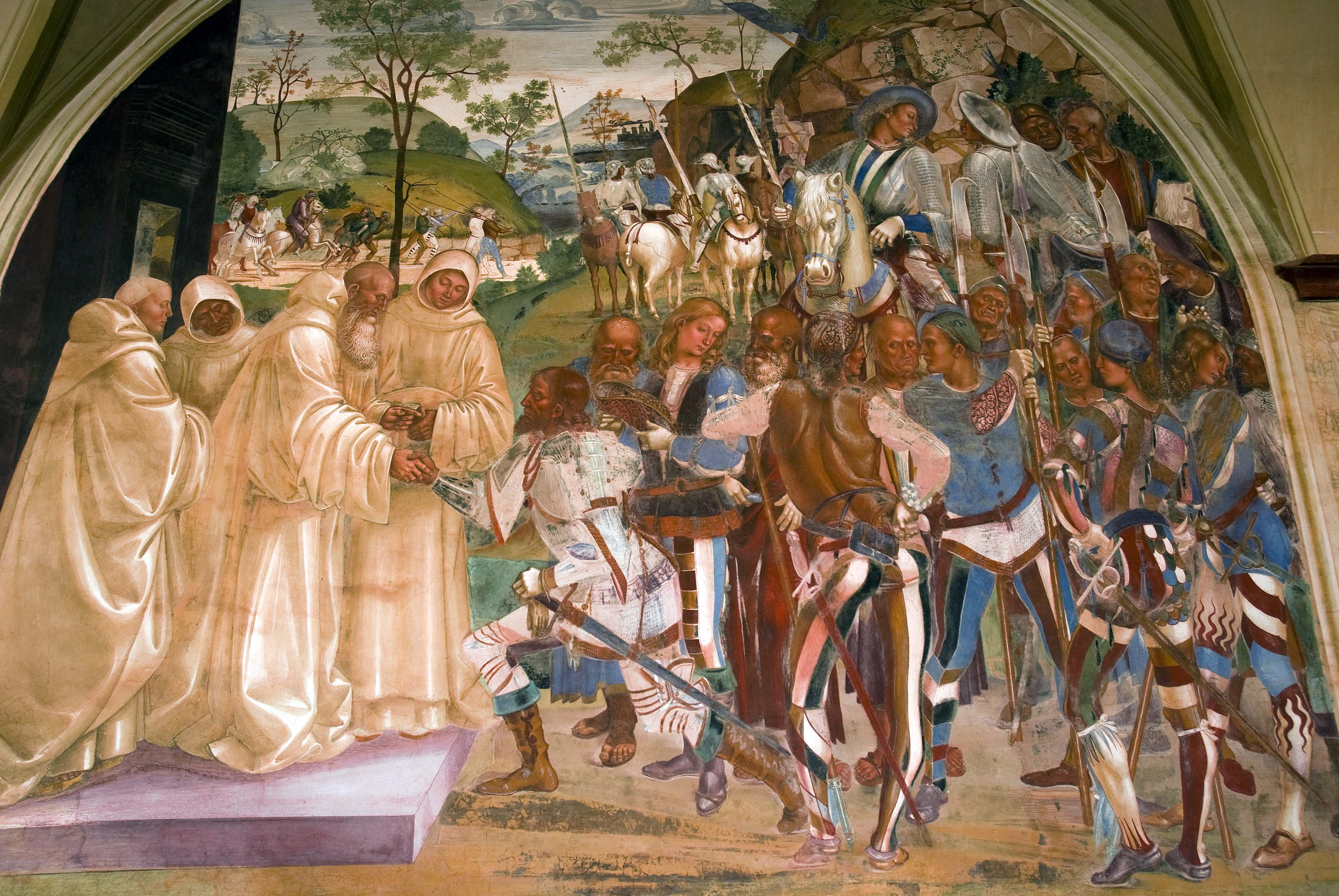
La même scène traitée par Signorelli, Monte Oliveto Maggiore
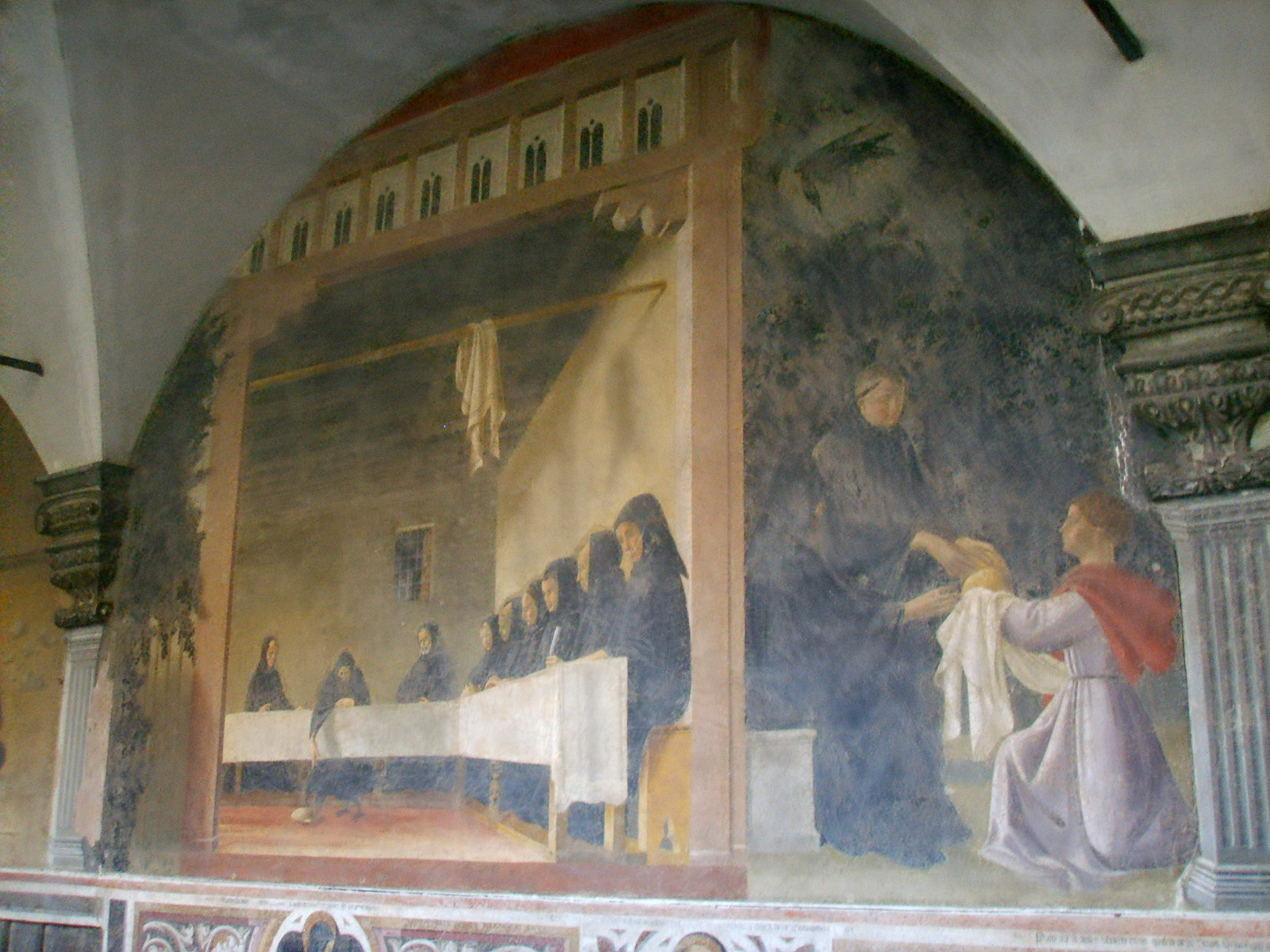
Giovanni Consalvo : Benoît restaure les moines, Badia fiorentina, Florence
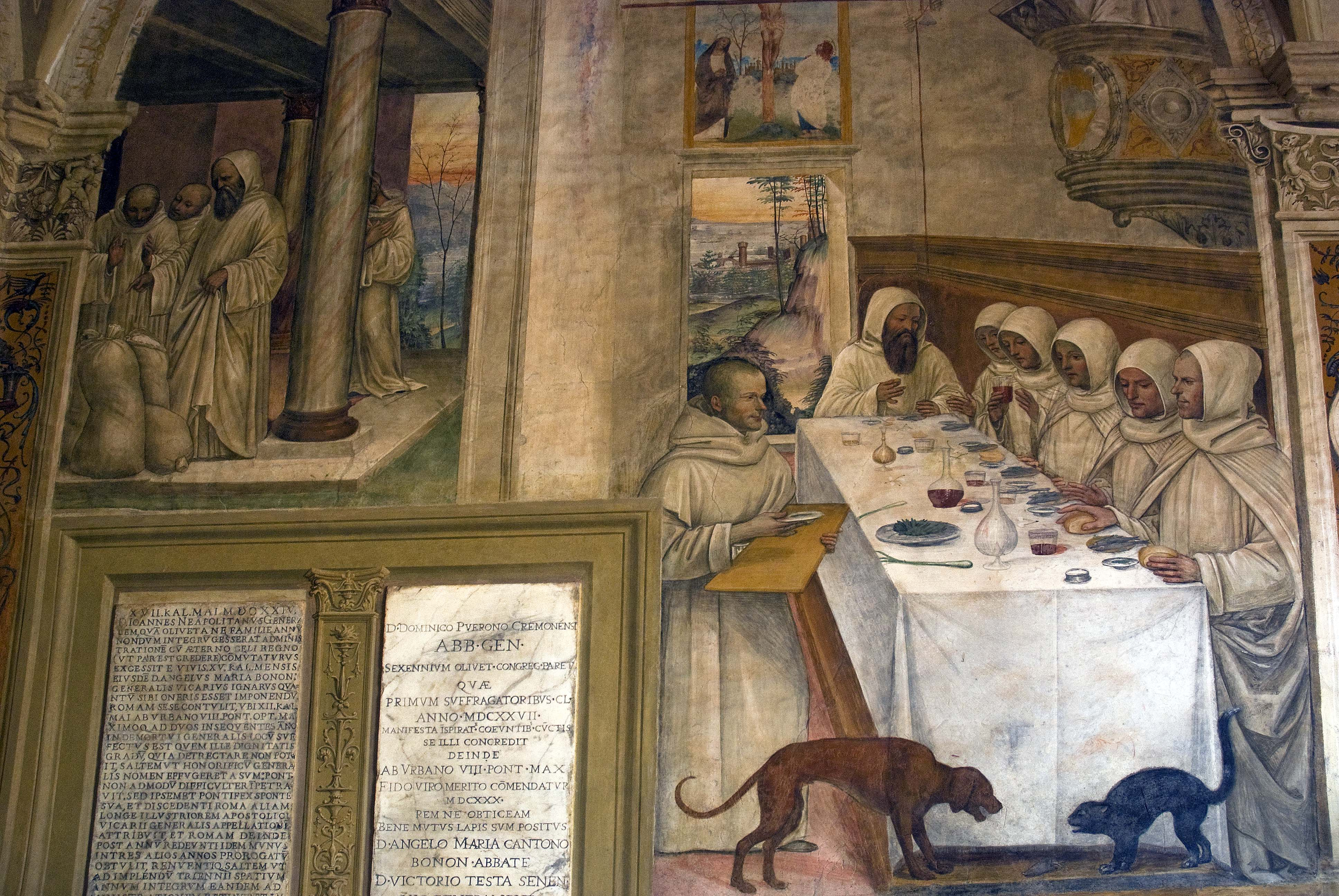
La même scène traitée par Le Sodoma, Monte Oliveto Maggiore

Ce cycle de fresques a été commandé par le frère Domenico Airoldi, abbé et général des Olivétains. Signorelli y travailla à partir de 1497. En 1498, appelé par une commande plus prestigieuse (celle de la Chapelle San Brizio dans la Cathédrale d'Orvieto, il abandonne le chantier qui sera repris par Le Sodoma en 1505, toujours sous l'autorité d'Airoldi qui, entretemps, a été réélu supérieur du monastère.
Les travaux récents effectués par l'Opificio delle Pietre Dure ont restauré la céruse oxydée, démontrant que les tonalités sombres des fresques étaient dues à leur état de conservation, et non à la volonté de leurs créateurs. Il a ainsi été possible de redécouvrir des scènes plus sereines et moins dramatiques que celles que le public avait été habitué à contempler.

## Organisation des fresques
Les scènes se lisent depuis la porte d'entrée orientale de l'église, en progressant ensuite vers la droite.

### Côté est
Les onze fresques situées du côté est du cloître sont l'œuvre du Sodoma.
| Image | Numéro d'ordre | Scène                                                                         | Description |
| ----- | -------------- | ----------------------------------------------------------------------------- | --- |
|       | 01             | Benoît quitte la maison paternelle et se rend à Rome pour y étudier           | À l'arrière-plan, se développe un paysage champêtre saisi au lever du soleil. Dans le ciel, on reconnaît l'ébauche d'une huppe. À droite, surplombant les méandres d'une large rivière, se dressent les remparts de Norcia (Nursie), cité natale du futur saint, qui laissent voir, sur la place de la ville, une potence sous laquelle se balance un pendu. Au premier plan, le jeune Benoît, déjà auréolé et monté sur un splendide cheval blanc qui se cabre, quitte la noble famille dont il est issu pour gagner Rome, en compagnie d'une servante prénommée Cyrilla, qui chevauche une simple mule. Un serviteur vêtu aux couleurs de la famille, les dirige vers le chemin où les ont précédés deux mules qui portent vraisemblablement leur bagage (un chargement est couvert d'une bâche également aux couleurs de la famille). La pose digne et les riches vêtements des personnages du groupe familial (sa sœur jumelle Scolastique, future sainte elle aussi, leurs parents, une troisième femme et une petite fille dont un chien mordille le bas de la robe), évoquent l'aisance d'une famille de haut lignage. |
|       | 02             | Benoît abandonne l'école de Rome                                              | Sous un riche portique, assis de part et d'autre des degrés qui montent vers la chaire, une douzaine de jeunes gens, dont certains très richement vêtus, suivent l'enseignement de leur maître. À droite, le personnage de Benoît (vêtu, pour faciliter son identification, comme dans la scène précédente) est saisi au moment où il quitte l'école sur la pointe des pieds, en jetant un dernier regard vers la gauche où, au premier plan, un homme âgé, absorbé par la lecture d'un ouvrage, ne remarque pas son départ. |
|       | 03             | Benoît répare le tamis brisé                                                  | Toujours en compagnie de sa servante Cyrilla, Benoît a quitté Rome pour s'installer à Effide. C'est là qu'il obtient la réparation miraculeuse d'un tamis que Cyrilla avait brisé en le faisant tomber. La scène, qui se développe horizontalement sur un panneau plus large que les deux premières, est divisée en deux parts égales : à gauche, à l'intérieur de l'habitation, saint Benoît se tient, agenouillé et en prières, devant le tamis que l'on voit à la fois brisé et miraculeusement réparé. Légèrement en retrait sur la droite du saint, Cyrilla se tient les mains jointes, l'air contrit, des larmes coulant sur ses joues. Au premier plan, deux poules noires, d'un dessin étonnamment naïf, picorent le grain répandu sur le sol. La partie droite de la scène, séparée de la précédente par une colonne décorée à l'antique, se déroule à l'extérieur. Devant un édifice imposant dont les arcades laissent voir des aperçus champêtres, trois personnages principaux occupent le premier plan : à gauche et au tout premier plan, un autoportrait en pied du Sodoma se détache par son réalisme et sa magnificence. Le peintre s'est représenté en grand habit de cour, la tête coiffée d'un large béret gris, les cheveux répandus sur les épaules. Un léger sourire aux lèvres, il regarde le spectateur. Sa main gauche, gantée de blanc, tient la garde d'une longue épée dont la pointe repose sur le sol. De la main droite, également gantée, il désigne le personnage qui lui fait face, un homme vêtu à la romaine et drapé dans une ample cape couleur carmin. Il est accompagné d'un tout jeune garçon aux longs cheveux blonds vêtu d'une toge blanche et d'une cape. Derrière eux, trois personnages lèvent les yeux pour admirer, au fronton de l'église, le tamis réparé qui y a été suspendu. Un quatrième tourne ses regards vers le spectateur. Au second plan, un cygne se désaltère dans une flaque, tandis qu'aux pieds du Sodoma, se tiennent deux blaireaux apprivoisés (l'un d'eux portant un collier). Au tout premier plan, deux ébauches de corbeaux, celui de droite saisissant avec son bec la queue d'un des blaireaux. |
|       | 04             | Le moine Romain donne à Benoît l'habit d'ermite                               | Le miracle évoqué dans la scène précédente ayant apporté à Benoît une popularité qu'il cherche à fuir, il décide de quitter la ville pour se retirer du monde. On le voit ici figuré à deux reprises : alors qu'il s'éloigne des remparts que la tradition indique être ceux de Subiaco pour s'aventurer dans un paysage idéal de bosquets et de grottes ; au moment où il quitte les vêtements qu'il a portés jusqu'alors pour revêtir l'habit d'ermite. Celui-ci lui est remis par Romain, un vénérable moine à la longue barbe grise, à proximité de la grotte qu'il lui a indiquée pour y faire retraite. Agenouillé devant le vieux moine, Benoît, en chemise, ses vêtements posés sur le sol à sa droite, baisse la tête pour enfiler une chasuble immaculée, la même dont est déjà revêtu Romain. La composition, toute verticale, est centrée sur les deux personnages principaux et joue sur le contraste entre la figure hiératique de Romain mise valeur par le drapé éclatant de sa robe, et celle de Benoît humblement incliné devant lui. À l'arrière-plan à droite, la cité qui se dresse sur une colline est traitée avec de nombreux détails comme les gardes à la porte principale, les cavaliers se poursuivant sur le glacis ou des personnages vaquant à leurs occupations de par les rues. |
|       | 05             | Comment le démon brisa la clochette                                           | L'amitié entre le moine Romain et Benoît se concrétise par une aide matérielle : à l'aide d'un panier suspendu à une corde, le moine lui apporte régulièrement de la nourriture. Une clochette attachée à la corde permet à Romain de prévenir le jeune ermite de l'arrivée des provisions. La composition de cette scène tire avantage des proportions de l'espace disponible : saint Benoît est représenté agenouillé et priant devant l'entrée de sa grotte, la tête rasée et désormais revêtu de son habit d'ermite. Au sommet des rochers qui surplombent son abri, le moine Romain fait filer la corde et descendre le panier contenant les provisions au bout de la corde. Sur la gauche, suspendu dans les airs et animé d'un mouvement frénétique qui brouille ses contours, un diable ailé lève le bras droit pour lancer la pierre qu'il serre dans sa main. Dans un raccourci fréquent au Moyen Age, celle-ci a d'ailleurs déjà atteint la clochette qu'elle a brisée. À l'arrière-plan, sur la droite, une ville descend vers la mer où naviguent quelques vaisseaux. À gauche, sur une colline, le monastère d'où le moine Romain vient rendre visite à Benoît. Dans la rocaille qui entoure la grotte de l'ermite, le serpent de la tentation redresse la tête. La scène est remarquable par la présence très réaliste du saint, figuré au premier plan avec son beau visage aux yeux tournés vers le ciel, ses mains d'orant, le drapé éclatant de sa robe ressortant sur l'ombre profonde de la grotte, le tout contrastant avec le traitement naïf et presque d'enluminure du reste de l'anecdote, à l'exception du très beau paysage qui s'étend à droite en une bande verticale entre la montagne et la mer. Des plantes symboliques occupent le premier plan, tandis qu'au second plan, une source jaillit des rochers, alimentant un point d'eau auquel est venu s'abreuver un blaireau. |
|       | 06             | Comment un prêtre inspiré par Dieu porta à manger à Benoît le jour de Pâques  | Cette scène tire le meilleur parti de la configuration de l'espace dans lequel le peintre a dû opérer, percé en son milieu par une fenêtre. Le Sodoma en a décoré l'encadrement avec deux médaillons et un décor végétal d'or sur fond noir qui confèrent à cet élément d'architecture réel un véritable effet de trompe-l'œil. La scène est ainsi divisée en deux, quasiment sur toute sa hauteur. À droite, le prêtre porte la main à son front alors qu'il émerge du songe que Dieu lui a envoyé pour lui suggérer d'aller partager avec saint Benoît le repas pascal, que son domestique s'affaire déjà à préparer. À gauche, le repas, sorti du panier posé par terre au premier plan, a été disposé devant le saint, assis au seuil de sa grotte. Le serviteur verse le vin d'une carafe dans un verre. Le couvert a été mis pour deux, et le prêtre se découvre en signe d'admiration devant ce jeune ermite aux yeux clairs, au visage désormais orné d'une fine barbe blonde. Les arrière-plans, sommairement traités, du côté gauche, sont au contraire détaillés avec un plaisir évident du côté droit, où l'on découvre en enfilade le jardin, la chambre, où trône le lit, et, enfin, la cuisine traitée en miniature avec un luxe de détails du quotidien : le volatile saigné qu'on a pendu par les pattes à un clou planté dans le mur, le feu qu'on allume, le couvert dressé pour quatre personnes, la carafe d'eau et celle de vin, jusqu'au chat couché devant l'âtre et à la bougie au-dessus de la porte. |
|       | 07             | Comment Benoît enseigne la sainte doctrine aux paysans qui lui rendent visite | La scène bénéficie d'un large espace horizontal dans lequel le peintre a pu placer d'une part, le personnage de saint Benoît et d'autre part un groupe de sept personnages venus lui rendre visite dans son ermitage. Le premier est séparé des seconds par un pied de vigne, qu'il utilise pour leur enseigner la doctrine chrétienne d'une manière compatible avec leur travail quotidien. Le saint, un pied au sol et l'autre posé sur une roche, est concentré sur son public et utilise même ses mains pour faire passer son message. Son visage, juvénile dans les scènes précédentes, commence à mûrir à l'épreuve des privations. Ses visiteurs ont apporté une bouteille de vin et un panier de cerises. Un jeune berger, traité à mi-chemin entre l'éphèbe et le Saint Jean Baptiste, est venu avec son chien. Certains visages, de par le réalisme des traits, font sans aucun doute référence à des modèles recrutés sur place, comme celui de l'homme au panier de cerises. D'autres visages rappellent certains grotesques étudiés par Léonard de Vinci, comme celui du goitreux ou de l'homme au bonnet phrygien débouchant sa bouteille. À l'arrière-plan, l'appel de la ville se fait plus présent, avec deux cités campées au loin sur leurs collines. Dans le ciel matinal, deux arbres au feuillages sombres et aux fûts élancée sont survolés par une pie. |
|       | 08             | Comment Benoît tenté par l'impureté, surmonte la tentation                    | Cette scène, comme la précédente, bénéficie d'un large espace horizontal pour se déployer, et Le Sodoma en a profité pour consacrer une part importante au paysage. La fresque est donc divisée en quatre parties : au premier plan à gauche, saint Benoît, sur le seuil de sa grotte, est distrait de sa méditation par la tentation de retourner au monde, symbolisée par « un certain oiseau noir qu'on appelle un merle »; à droite, le même saint Benoît n'a trouvé d'autre expédient, pour se soustraire à la tentation, que de se jeter nu « dans des touffes d'orties et des buissons épais ». Tout l'arrière-plan est occupé par un vaste paysage symbolique : au loin, dans le brouillard bleuté des collines, la ville et ses tentations surmontent une immense plaine ponctuée de bosquets et partagée par un large fleuve. Un pont s'offre pour le franchir et abandonner la vie érémitique. Un passant vient de l'emprunter, des pêcheurs vaquent à leurs occupations, des cavaliers se déplacent librement dans la plaine. Un ciel immense occupe enfin le demi-cercle supérieur : c'est le théâtre de la lutte céleste entre un archange armé d'un glaive et un démon, représenté sous les traits d'une jeune femme au corps à peine voilé, reflet de la lutte que mène l'ermite tourmenté au bas du tableau. |
|       | 09             | Comment Benoît répond à la prière des ermites et consent à être leur chef     | Pendant que les rayons du soleil chassent les nuages dans la partie supérieure de la fresque, au premier plan, Benoît reçoit une délégation de moines qui, ayant perdu leur supérieur, viennent lui demander de devenir leur abbé. Debout, appuyé sur un long bâton de marche, le saint a été difficile à convaincre, mais il semble prêt à partir, une ceinture de toile nouée autour de la taille et muni de son chapeau. La même scène semble se répéter au second plan, mais c'est l'arrivée de Benoît au monastère de Vicoaro, où il est accueilli avec joie par sa nouvelle congrégation. La désolation du désert, avec ses arbres morts, contraste avec le paysage verdoyant et les arbres en feuilles qui entourent le monastère niché dans le méandre d'une rivière. Le Sodoma a traité avec beaucoup de soin les visages des personnages : celui du saint, qui a perdu définitivement son caractère juvénile et dont la barbe a épaissi; celui des moines également, traités de manière très réalistes et qui sont vraisemblablement des portraits sur le vif. |
|       | 10             | Benoît brise un verre de vin empoisonné en faisant le signe de croix.         | Comme la plupart des autres scènes, celle-ci décrit trois phases du même épisode, divisant la fresque en trois bandes verticales. Dans la première section, à gauche, le réfectoire où les moines, qui commencent à se repentir d'avoir choisi le rigoureux saint Benoît comme abbé, lui ont présenté un verre de vin empoisonné. En récitant le bénédicité au-dessus du breuvage, Saint Benoît fait éclater le verre, au grand dam des moines. Dans la seconde section, au centre, par la porte du couloir qui mène aux cuisines et sur le seuil de laquelle un chat blanc observe la scène, on voit deux moines qui choisissent les plantes qui vont être utilisées pour empoisonner leur abbé. Un troisième se tient sur le seuil de la cuisine, prêt à préparer le breuvage. Dans la troisième section, saint Benoît, nu-pieds, reprend son bâton de marche et quitte le monastère par la droite. La composition est rythmée par les colonnes qui séparent les différents espaces. Bien que déséquilibrée par la scène du réfectoire où se pressent six personnages, le tableau est ingénieusement balancé par la seule présence du chat blanc, qui fixe et répartit de regard du spectateur et autour duquel s'articulent les trois phases de l'action, dont la répartition dans l'espace ne respecte aucune chronologie. Contrairement aux scènes précédentes, les visages ne font pas l'objet ici d'un traitement particulier et constituent plutôt des types. Saint Benoît, quant à lui, ne ressemble en rien au personnage des épisodes précédents. |
|       | 11             | Benoît fait édifier douze monastères                                          | Cette scène est construite comme un trompe-l’œil qui prolongerait le cloître où se tient le spectateur, par une arcade dont il est invité à regarder la construction. Au milieu, une galerie à arcades soutenue par des colonnes trace une perspective au bout de laquelle s'ouvre la campagne, un chemin qui serpente vers un monticule au sommet duquel est posée une église et qu'un ânier descend en poussant son animal devant lui. Au premier plan, Saint Benoît, la tête couverte par un capuchon, entre par la droite pour inspecter les travaux, suivi de deux autres moines, et s'adresse au maçon qui opère au-dessus de lui, sur un échafaudage appuyé sur le sommet des colonnes. Face au spectateur, un tailleur de pierre à la peau noire, entouré de ses outils, termine au maillet et au burin le chapiteau de la colonne couchée à sa droite. De nombreux personnages complètent la scène : un moine agenouillé, truelle à la main, répond à un goitreux ; un peintre badigeonne la voûte, des maçons s'activent au sol, en hauteur ou sur une échelle. Toute la composition est construite sur un effet de perspective parfaitement maîtrisé, qui renforce encore l'impact du petit paysage très soigné vers lequel l'œil s'échappe à la gauche du bâtiment : de l'autre côté du fleuve, une colline constellée de clochers témoigne de l'activité débordante de saint Benoît. |

### Côté sud
Les fresques du côté sud sont l'œuvre du Sodoma.
| Immagine | Ordre | Scène                                                                     | Description |
| -------- | ----- | ------------------------------------------------------------------------- | --- |
|          | 12    | Benoît reçoit deux jeunes Romains, Maur et Placide                        | La renommée de Benoît commence à grandir et « les citoyens de Rome, distingués par leur naissance et leur piété, vinrent le visiter en foule, et lui offrirent leurs enfants pour les élever dans la crainte du Seigneur. Eutyche lui présenta Maur, et le patrice Tertulle, son fils Placide ». Les deux jeunes vont devenir d'importants collaborateurs de Benoît. Ils se présentent accompagnés de leurs pères et d'une escorte impressionnante, que l'on voit quitter Rome (à l'arrière-plan), entrer dans Subiaco (au second plan) et occuper en désordre le premier plan. Cette fresque animée et débordante de personnages inclut des portraits frappants, et certains y ont reconnu ceux de Signorelli et de Fra Angelico. |
|          | 13    | Benoît libère un moine possédé par le démon                               | Il s'agit d'une scène comportant quatre séquences présentées, de gauche à droite, et de bas en haut, de manière chronologique. Les frères sont en prières (à gauche) quand saint Benoît, la tête tournée vers la droite où va se dérouler la suite de l'incident, s'aperçoit qu'un de ses moines est tenté par le démon (au centre). À droite, le saint, qui s'est muni de verges, frappe le dos nu du coupable pour le ramener dans le droit chemin. Au second plan à gauche, saint Benoît pardonne au moine agenouillé devant lui, en présence d'autres membres de la congrégation. La partie haute de la fresque montre les moines regardant, depuis une terrasse, la déconfiture du démon qui disparaît dans un nuage sulfureux. La scène vaut par la qualité narrative de la composition et par le soin apporté au traitement des trois visages dans le groupe de gauche, qui représente le saint agenouillé, encadré par un homme âgé et un tout jeune garçon auréolé (le futur saint Maur). |
|          | 14    | Benoît fait jaillir une source au sommet de la montagne                   | Grande scène dont la composition soignée fait parts égales entre portraits, paysage et anecdote. Au premier plan, Benoît, qui se tient debout entouré de quelques frères (dont saint Placide) est supplié par une délégation de huit moines agenouillés devant lui. Au second plan et au-dessus, au flanc d'une colline au sommet de laquelle se dressent les trois monastères mentionnés par la Légende DoréeBenoît et Placide, agenouillés, prient ensemble tandis qu'au-dessous, des moines que l'artiste a saisis en plein mouvement, creusent à l'endroit révélé et marqué de trois pierres par le saint, pour faire jaillir la source. L'eau s'écoule le long de la pente et l'œil du spectateur est ainsi attiré vers une chienne blanche qui le ramène enfin au groupe du premier plan. |
|          | 15    | Benoît récupère une serpe tombée dans le lac                              | Grande scène en trois parties. À gauche, un moinedebout au bord de l'eau, lève la main gauche en signe de surprise quand le fer de l'outil qu'il tient de l'autre main se démanche et tombe au fond du lac. Au centre, saint Benoît et le moine sont agenouillés au bord de l'eau, le second indiquant au premier l'endroit où le fer de l'outil a coulé à pic. Saint Benoît est représenté au moment où, plongeant ce qui reste de l'outil dans l'eau, il obtient miraculeusement que le fer vienne s'y emmancher. Au second plan, comme dans la scène du moine tenté par le démon, saint Benoît pardonne au moine sa maladresse. L'anecdote n'ayant rien de spectaculaire, le peintre a donné libre cours à son goût pour le paysage et en y plaçant, à droite, une joyeuse baignade ; un personnage est saisi au moment où il plonge du haut d'un pont, la tête d'un second émerge de l'eau, un troisième regagne la berge, un autre tord ses cheveux mouillés, d'autres se déshabillent, se rhabillent, luttent ou, tout au fond, satisfont un besoin naturel, le tout dans un grand paysage de fleuve, de colline et de mer.                     |
|          | 16    | Mauro marche sur les eaux pour sauver Placide                             | La scène est divisée en deux parties. Dans la première (à gauche), Benoît, assis au seuil de son oratoire, dont on découvre ainsi l'intérieur modeste, a une vision de Placide en danger. Il donne sa bénédiction à saint Maur afin que celui-ci puisse le sauver. La seconde partie de la scène (à droite), située dans un splendide paysage de fleuve et de campagne, occupe presque les deux tiers de la fresque. On y voit saint Maur marchant sur les eaux pour sauver son jeune ami, qu'il empoigne par la capuche, de la noyade. Un oiseau symbolique survole la scène du miracle. À l'arrière-plan, au milieu des bosquets, des collines, saint Benoît donne sa bénédiction aux deux garçons qui s'inclinent devant lui. |
|          | 17    | Benoît transforme en serpent un flacon de vin qu'un serviteur avait caché | Comme pour la fresque n°6, Le Sodoma a dû tenir compte de la présence d'une porte. Il a représenté les deux moments de la scène de part et d'autre de l'ouverture : à gauche, Benoît reçoit une bouteille d'un jeune homme qui s'agenouille pour la lui remettre. À droite, le même jeune homme, cherchant une seconde bouteille dans les buissons où il l'avait cachée, y découvre un serpent. L'espace disponible, réduit par l'embrasure de la porte, a contraint l'artiste à se concentrer sur l'essentiel, l'espace semi-circulaire situé au-dessus de la porte est occupé par un grand édifice monastique, quelques arbres et des éléments de paysage. |
|          | 18    | Florent tente d'empoisonner Benoît                                        | Cette scène, ainsi que la scène suivante et la scène 21 décrivent les démêlés de saint Benoît avec Florent, un prêtre jaloux de sa piété, de sa renommée et de la prospérité de sa congrégation. Dans la première fresque, Florent tente d'empoisonner Benoît, dans la seconde, de détruire sa réputation en lui envoyant des femmes de mauvaise vie. Dans la troisième, Florent sera puni par la volonté divine et mourra sous les ruines de sa maison. La tentative d'empoisonnement est ici traité chronologiquement et suivant la convention adoptée par Le Sodoma, de gauche à droite. À gauche, Florent, devant une petite église de briques rouges, remet le pain empoisonné à un messager. Au centre, à l'entrée d'un magnifique couvent, celui-ci s'agenouille pour présenter le pain à saint Benoît. À droite, saint Benoît attablé est averti miraculeusement et jette le pain à un corbeau qui va l'emporter au loin, tandis qu'un chat, symbole de malchance et de sournoiserie, se lèche la patte (au premier plan). Perché en haut de la colonnade, un paon symbolise la vanité qui a inspiré à Florent sa tentative d'empoisonnement. |
|          | 19    | Florent envoie des prostituées au monastère                               | Sa tentative d'empoisonnement déjouée, Florent envoie des prostituées à saint Benoît dans l'espoir de ruiner sa réputation. La scène présente les femmes de mauvaise vie du côté droit : les sept courtisanes, certaines légèrement vêtues, sont accompagnées par deux musiciens qui chantent et jouent du luth dans la galerie qui surplombe la scène. L'une des femmes tient entre ses doigts un œillet, symbole de l'amour conjugal tandis que sa compagne tient la pomme de la tentation. Une troisième tient par la main un bambin qui représente à la fois l'amour et le fruit du péché. Face à elles, à gauche, le groupe des moines entoure saint Benoît, qui a saisi son bâton de marche et chargé une mule pour quitter le monastère dont il confie la direction à saint Maur. Entre le groupe des moines et le groupe des courtisanes s'ouvre, au-delà d'une galerie monumentale traitée en perspective, la route qui serpente dans un paysage verdoyant débouchant sur une large étendue d'eau. |

### Côté ouest
Des dix fresques du côté ouest, huit sont des œuvres de Luca Signorelli. Le Sodoma est en effet l'auteur de la première, Benoît envoie Maur en France et Placide en Sicile (repeinte par son gendre Riccio), et de la dernière Benoît prédit la destruction du Mont Cassin. Sur les huit scènes attribuées à Signorelli, deux seulement apparaissent totalement autographes : Saint Benoît réprimande deux moines qui ont enfreint la Règle en déjeunant dans une auberge et Benoît reconnaît et accueille Totila. 
| Image | Ordre | Scène                                                                  | Description |
| ----- | ----- | ---------------------------------------------------------------------- | --- |
|       | 20    | Benoît envoie Maur en France et Placide en Sicile                      | Cette fresque a été conçue par Le Sodoma et reprise par son gendre Riccio. Entouré des moines de la communauté, debout au centre de la scène dans un drapé sculptural, saint Benoît prend congé de Maur (auréolé, à gauche) et de Placide, qu'il envoie respectivement en France et en Sicile. De chaque côté de la scène, les escortes se tiennent prêtes à accompagner les missionnaires. Tous deux se sont agenouillés pour recevoir des mains de Benoît les livres qu'il leur remet (sans doute la Règle de l'Ordre). Deux chevaux (noir pour Maur, blanc pour Placide, qui porte bottes et éperons) les attendent, ainsi qu'un émissaire de chaque royaume concerné. La tradition veut que le personnage debout derrière saint Maur soit une représentation du roi de France, auquel Riccio aurait prêté ses propres traits. Près de 35 personnages et sept chevaux se pressent devant le fronton d'une magnifique église, réduisant le paysage à la portion congrue. |
|       | 21    | Comment Dieu punit Florent                                             | Au premier plan de cette scène, un moine agenouillé raconte à saint Benoît et à ses condisciples comme Florent a trouvé la mort sous les ruines de sa maison détruite par le démon. Au second plan, la maison éventrée, les poutres de la charpente effondrée recouvrent le corps de Florent, dont on aperçoit la tête et une main. Au sommet de la maison ruinée, les démons munis de piques contemplent leur œuvre en trépignant de joie, tandis que deux d'entre eux emportent en voletant sur leurs épaules l'âme noircie de l'infortuné. L'anecdote rapporte que la bonté de Benoît le poussa à verser des larmes pour son ennemi. Signorelli en a effectivement fait rouler une, discrète, le long de la joue du saint. Les règles de composition présente dans l'ensemble du cycle sont respectées, mais la qualité d'exécution de cette scène est clairement inférieure aux précédentes. |
|       | 22    | Benoît évangélise les habitants du Mont Cassin                         | Benoît et ses compagnons ont quitté Subiaco en direction du Sud, pour s'installer sur le Mont Cassin, dans une région alors moins chrétienne. La fresque dépeint les difficultés des moines pour lutter contre les cultes païens auxquels s'adonnent les habitants du lieu. Au premier plan, Benoît et deux autres frères évangélise un groupe, pendant qu'au second plan, les autres moines font tomber de son piédestal une statue d'Apollon encore dressée au centre de son temple. Dans le ciel, le démon, qui avait à plusieurs reprises fait chuter les murs du couvent en construction, s'enfuit à tire-d'aile. Si la composition est équilibrée, certaines parties de cette fresque, qui ne fait partie de celles considérées comme de la main de Signorelli, sont d'une exécution approximative. Ainsi le groupe des habitants (à l'exception de la femme donnant le sein à son nourrisson), le paysage et le tout premier plan. |
|       | 23    | Benoît chasse l'Ennemi de sur la pierre                                | Cette fresque poursuit le récit des difficultés des moines lors de leur installation au Mont Cassin. Au fond, un groupe de religieux extrait une idole de la terre, à droite, un autre groupe lutte contre un incendie. Au premier plan, saint Benoît intervient par la prière pour chasser un démon qui, installé sur une grosse pierre, empêchait trois de ses moines de la soulever. On retrouve dans cette scène la composition en épisodes répartis sur trois plans dans un vaste paysage plus travaillé que dans les deux scènes précédentes. |
|       | 24    | Benoît ressuscite le moinillon sur lequel un mur s'était effondré      | Tandis que les travaux du monastère s'achèvent (on le voit dans les lointains, au milieu des bois, presque fini) un moine chute d'un échafaudage dans un accident provoqué par un démon. Au second plan, trois frères apportent le cadavre à Benoît. Au premier plan à droite, Benoît ressuscite le jeune homme. Belle composition insérée dans un paysage à l'exécution soignée. |
|       | 25    | Benoît dit aux moines où et quand ils ont mangé en dehors du monastère | Cette scène inverse radicalement le schéma qui prévaut dans toutes les autres fresques du cycle, où l'incident initial est figuré en arrière-plan et l'intervention résolutive de Benoît mise en valeur au tout premier plan. De ce fait, et en raison de quelques personnages très réussis, l'œuvre a été considérée comme la meilleure du cycle. Signorelli a dédié la quasi-totalité de l'espace à l'infraction des deux moines qui, malgré l'interdit posé par la Règle, prennent leur repas dans une auberge. Dans une grande salle ornée d'une cheminée, une femme aux allures de Madone leur apporte des fruits, une autre leur sert à boire. Au bout de la table, un jeune garçon leur présente un plat. La conclusion de l'épisode est renvoyée dans le coin supérieur droit de la fresque où l'on découvre Benoît admonestant les deux frères victimes de sa miraculeuse clairvoyance. |
|       | 26    | Benoît admoneste le frère du moine Valérien qui a rompu son jeûne      | Cette scène se lit de droite à gauche en trois épisodes disposés en arc de cercle. Au premier plan, le frère du moine Valérien, de la communauté du Mont Cassin, se met en chemin pour rendre, comme chaque année et à jeun, visite au couvent. Il est accompagné d'un personnage au déhanché suspect, dont la tête est, pour plus de clarté, ornée de cornes. Son haut de chausse dénoué laisse voir sa cuisse droite nue. Au second plan et dans le haut de la fresque, on découvre les compagnons, proche du sommet de la montagne, qui se sont arrêtés pour s'asseoir auprès d'une source. Le personnage cornu coupe une tranche dans une miche de pain, tandis que le frère de Valérien s'abreuve, cédant à la tentation. Encore une fois, la clairvoyance de Benoît lui révèle que le jeûne du visiteur a été rompu. Il le pardonne au premier plan. |
|       | 27    | Benoît démasque la ruse de Totila                                      | Grande composition en deux scènes, divisant la fresque en deux bandes horizontales. Au premier plan et sur toute la largeur, Benoît entouré de quelques condisciples, dévoile la supercherie imaginée par Totila, roi des Goths, pour éprouver sa clairvoyance. Celui-ci s'est a effet ordonné à Riggio, son écuyer, de revêtir son armure pour tromper le saint. Le personnage de Riggio, revêtu de l'armure de son maître, lève ses mains gantées en signe de surprise, tandis que les membres de son escorte, composée de soudards en costumes chamarrés accompagnés d'un vieux sage en robe bordée de fourrure, contemplent la scène d'un air incrédule. Dans la partie supérieure de la fresque, Riggio rend compte à Totila de sa visite à Benoît. Dans un camp de tentes surmontées de leurs pavillons l'écuyer a mis un genou en terre devant son roi. On retrouve, à côté de Riggio, le vieux sage du premier-plan, auquel font pendant les deux conseillers barbus représentés en conciliabule derrière le roi. La scène, résolument située dans un camp militaire du Cinquecento, regorge de personnages, de poses et d'expressions mises en scène de manière résolument théâtrale. |
|       | 28    | Benoît reconnaît et accueille Totila                                   | Cette grande scène, qui fait suite à la précédente, est la dernière contribution de Signorelli au cycle de Monte Oliveto Maggiore. Totila, convaincu de la clairvoyance de Benoît, lui rend visite. Il est représenté au moment où il se relève après avoir salué le saint, qui lui tient la main droite. Un page, debout derrière le roi, tient le couvre-chef qu'il a ôté en signe de respect. La soldatesque occupe le reste de la scène, en un long ruban qui court du tout premier plan jusqu'aux lointains où, sur une route de campagne, une petite troupe de soudards emmène trois prisonniers. Comme dans la fresque précédente, les costumes sont ceux du Cinquecento et la scène grouille de personnages. |
|       | 29    | Benoît prédit la destruction du Mont Cassin                            | Cette fresque, de la main du Sodoma, reprend les codes des deux précédentes pour illustrer la prophétie de Benoît concernant la destruction du Mont Cassin, livré aux mains des barbares. Au premier plan, un destrier présente au spectateur sa croupe imposante et sa queue soigneusement tressée. À sa gauche, un cavalier armé de pied en cap s'apprête à l'enfourcher. Son pied gauche est déjà engagé dans l'étrier et il saisit de la main droite le message que lui tend une estafette. Sur la droite, au premier plan, des soudards luttent pour une oriflamme ornée d'un scorpion, dont ils ont brisé la hampe. Le reste du premier plan est occupé par une foule de soldats et de chevaux, tandis qu'au second plan les barbares, traversant la rivière, montent à l'assaut du monastère d'où les flammes s'échappent déjà. Les costumes mêlent le Cinquecento et des références orientales (turbans, bonnet de poils, serviteur noir). Sur la droite de la scène, au second plan, saint Benoît fait part de sa vision à Théoprobe. |

### Côté nord
Les six fresques du côté nord sont du Sodoma.
| Image | Ordre | Scène                                                                                         | Description |
| ----- | ----- | --------------------------------------------------------------------------------------------- | --- |
|       | 30    | Benoît obtient de la farine en abondance et restaure les moines                               | La fresque est divisée en trois parties. En haut à gauche, Benoît fait un miracle en faisant apparaître les sacs de farine, à un moment où la Campanie traverse une période de famine. En bas à droite, les moines sont rassemblés dans le réfectoire du couvent, dont la porte est surmontée par une Crucifixion. Devant chaque moine, sur la nappe blanche, sont déposés deux poissons, du pain, un verre de vin, traités comme autant de petites natures mortes. Au premier plan, le peintre a distingué trois personnages pour composer une anecdote : le frère qui sert la communauté observe en souriant le moine assis au bas-bout de la table, qui subtilise discrètement le pain de son voisin, à la surprise de celui-ci. Au pied de la table, un chien et un chat, dents découvertes, s'apprêtent à en découdre pour s'approprier les reliefs du repas. Par les ouvertures, on distingue un paysage bucolique au soleil couchant. Le quart inférieur gauche de la fresque est entièrement occupé par deux stèles portant des inscriptions dédicatoires liées à l'histoire du couvent. |
|       | 31    | Benoît apparaît à deux moines et leur présente le plan d'un monastère                         | Dans la partie gauche de la fresque, couchés dans un lit dressé dans une chambre, deux moines, vêtus de leur robe de bure et encapuchonnés, dorment du sommeil du juste, recouverts d'une vaste pelisse. Saint Benoît, qui leur a fixé rendez-vous avant de les laisser partir pour inspecter le site d'un futur chantier, leur rend visite dans un songe figuré par un léger nuage. Il leur présente la maquette du monastère (celui de Terracina) dont ils sont appelés à devenir respectivement l'abbé et le prieur. Le rendu de la pénombre, traitée dans des tons dorés et irréels contraste avec les petits détails du quotidien croqués avec un luxe de détails : les clés du coffre encastré sous le lit, les socques abandonnées pour la nuit, le bougeoir, l'icône, la petite fenêtre ouverte sur la forêt nocturne. Dans la partie droite, Le Sodoma a représenté la réalisation du songe des deux moines : un ouvrier, qui sert d'axe vertical à la composition, gâche du mortier, tandis que d'autres compagnons, aidés par un jeune moine, montent un mur de briques. Au second plan, un bénédictin vérifie le travail avec son fil à plomb. Le maçon, dépeint de face, qui ajuste sa brique en lui donnant un petit coup du manche de sa truelle confère à la composition une humanité et une présence indéniables. |
|       | 32    | Benoît excommunie deux religieuses puis les absout après leur mort                            | La scène dépeinte dans cette fresque se déroule à l'intérieur d'une église, pendant la célébration de la messe. Au moment où le prêtre prononce les paroles : « Que quiconque ne communie pas se retire », une femme voit surgir de leur tombe deux moniales privées de la communion, peu de temps avant leur mort, par saint Benoît. La composition présente la scène vue du fond de l'église. Au premier plan, les femmes agenouillées tournent le dos au spectateur. L'une d'elles se tourne vers la gauche, où deux nonnes à la peau verdâtre se hissent hors de leur caveau. À droite, le peintre a choisi de représenter de profil et de trois-quarts face les visages des hommes, assis sur des bancs, les plus jeunes saisissants de beauté. Au second plan, dans le chœur soutenu par de puissantes colonnes, trois officiants célèbrent la messe, accompagnés par une chorale masculine. Sur la droite du tableau, traité sur le mode de la miniature, saint Benoît réconcilie les moniales, qu'il avait trop sévèrement châtiées, en leur donnant la communion. |
|       | 33    | Benoît fait porter le corps du Christ sur le cadavre du moine que la terre refuse d'ensevelir | « Il y avait, parmi les religieux », écrit saint Grégoire, « un jeune enfant qui avait pour ses parents une tendresse excessive. Un jour, il quitta le monastère sans avoir reçu la bénédiction du saint abbé ». À peine arrivé chez ses parents (dont on découvre la ferme désolée au second plan), le jeune moine décède. Malgré des tentatives répétées de l'ensevelir, la terre rejette son corps, jusqu'à ce que Benoît, imploré par les proches, fasse placer une hostie consacrée sur le corps du jeune homme, lui permettant enfin d'accéder au repos éternel. À droite, le prêtre appelé à la sépulture reçoit de Benoît le Saint Sacrement. Au centre du tableau, il le dépose sur le corps déjà corrompu. Autour de lui, des enfants de chœur et des membres de la famille, cierges en main, assistent au miracle. Dans le paysage d'arrière-plan, derrière les meules de foin, une meute de lévriers poussée par un chasseur poursuit un lièvre dans les collines. Dans cette fresque très réussie, Le Sodoma donne à nouveau libre cours à son goût des visages, des expressions et des attitudes, en s'attachant en particulier au groupe des enfants de chœur. |
|       | 34    | Benoît pardonne au moine qui, ayant voulu fuir le monastère, trouva un serpent sur son chemin | Cette fresque relate l'histoire d'un moine inconstant qui, après avoir « fatigué le saint par d'importunes prières », quitte finalement le monastère pour trouver sur son chemin un dragon qui le menace. « À dater de ce moment, il garda fidèlement sa parole. Les prières du saint homme, il ne l'ignorait pas, lui avaient fait voir devant lui le dragon, qu'il suivait auparavant sans l'apercevoir ». Ce qui reste de cette fresque très abimée frappe par le choix des couleurs (l'enceinte lie de vin de l'abbaye), le traitement minutieux du minuscule paysage encadré par la porte et le mouvement du moine rebroussant chemin vers la sécurité du monastère. |
|       | 35    | Par son seul regard, Benoît libère un paysan de ses liens                                     | Cette superbe fresque, la dernière du cycle, est très abîmée dans sa partie basse. Elle est centrée sur un groupe composé de deux soudards, armés de pied en cap, entourant leur prisonnier. Celui-ci, tourmenté par ses bourreaux, a en effet chercher à distraire leur attention en affirmant qu'il avait confié tous ses biens à Benoît. Les liens qui le retenaient viennent d'être miraculeusement déliés par l'intervention du saint, figuré à gauche en compagnie de deux frères. Un jeune page nonchalamment appuyé sur une pique et un destrier blanc, vu de trois-quarts dos, complètent le premier plan à droite. Au second plan, on assiste à la capture de l'homme. Le groupe constitué des soudards et de leur prisonnier, ressortant sur le fond vert des feuillages, constituerait à lui seul un tableau, tant l'artiste a apporté de soin au traitement de la composition, des visages et du mouvement général de la scène. |